# Luise Albertz

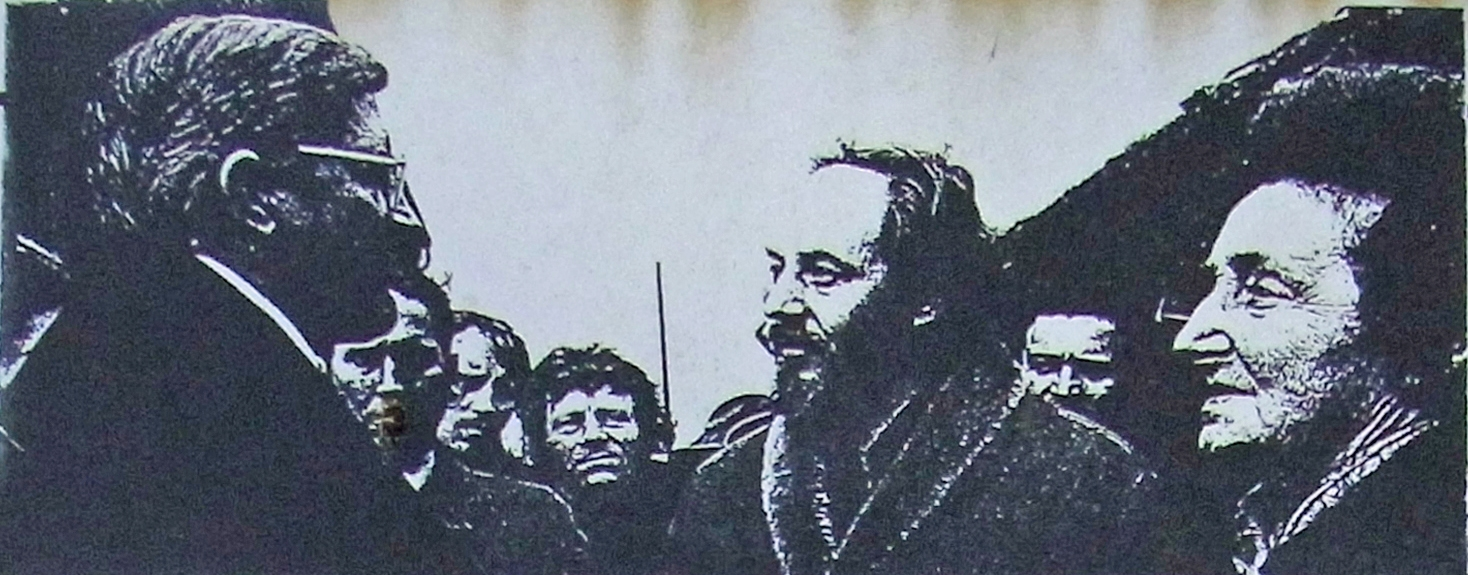
Luise Albertz (rechts) bei einer Diskussion von Innenminister Burkhard Hirsch (links) mit Roland Günter (Mitte) über den Erhalt der Siedlung Eisenheim

Luise Albertz (* 22. Juni 1901 in Duisburg; † 1. Februar 1979 in Oberhausen) war eine deutsche Politikerin (SPD). Von 1946 bis 1948 war sie Oberbürgermeisterin von Oberhausen, damit war sie die erste Oberbürgermeisterin einer deutschen Großstadt.

## Leben und Beruf
Luise Albertz war die Tochter des später im KZ Bergen-Belsen ermordeten preußischen SPD-Landtagsabgeordneten Hermann Albertz (1877–1945). Sie wuchs gemeinsam mit ihrer etwa fünf Jahre jüngeren Schwester Bernhardine nach dem Umzug der Familie in Oberhausen auf. Als die Schwestern sieben und zwei Jahre alt waren, starb ihre Mutter und ihr Vater heiratete 1913 erneut. Nach dem Besuch der Volks- und Handelsschule absolvierte Albertz eine Lehre in der Stadtverwaltung Oberhausen, war anschließend als Buchhalterin und ab 1921 als Filialleiterin bei den Neuesten Nachrichten tätig. 1933 wurde sie nach dem Gesetz zur Wiederherstellung des Berufsbeamtentums aus dem städtischen Dienst entlassen und war ein Jahr lang arbeitslos. Von 1934 bis 1939 war sie als Devisenbuchhalterin tätig. Mit dem Ausbruch des Zweiten Weltkriegs wurde sie 1939 als Sachbearbeiterin sowie stellvertretende Dienststellenleiterin im Fürsorge- und Wohlfahrtsamt der Stadtverwaltung in Oberhausen dienstverpflichtet, um zum Kriegsdienst eingezogene männliche Mitarbeiter zu ersetzen.
Während der Zeit des Nationalsozialismus war Luise Albertz lediglich Mitglied der Nationalsozialistischen Volkswohlfahrt (NSV) und der Deutschen Arbeitsfront (DAF), nicht aber der NSDAP. Die Familie wurde zwischen 1933 und 1945 polizeilich überwacht, es fanden Hausdurchsuchungen und zahlreiche Gestapo-Verhöre statt. Der Vater Hermann Albertz wurde nach dem Attentat auf Hitler 1944 im Rahmen der Aktion Gitter zunächst in das KZ Sachsenhausen und von da nach Bergen-Belsen gebracht, wo er zu Tode kam.
Nach dem Krieg wurde Luise Albertz zunächst 1945 Sekretärin des Oberbürgermeisters, dessen Platz sie selbst bald einnahm. 1948 wurde sie in den Verwaltungsrat des NWDR und den Aufsichtsrat der Hüttenwerke Oberhausen AG entsandt. Sie gehörte außerdem dem Deutschen Rat der Europäischen Bewegung an. Zudem war sie Vorstandsmitglied des Deutschen Gewerkschaftsbundes im Kreis Oberhausen und Vorsitzende der Arbeiterwohlfahrt Oberhausen.
Luise Albertz starb 1979 und wurde auf dem Westfriedhof im Stadtteil Lirich von Alt-Oberhausen beigesetzt.

## Politik
Von 1915 bis 1921 war Albertz Mitglied der Sozialistischen Arbeiterjugend und von 1921 bis 1933 der SPD. Ab 1945 beteiligte sie sich am Wiederaufbau der SPD in Nordrhein-Westfalen. Sie war von 1946 bis 1948 und von 1956 bis zu ihrem Tode Oberbürgermeisterin von Oberhausen. Sie war damit die erste Oberbürgermeisterin einer deutschen Großstadt. Albertz war vom 20. April 1947 bis zum 17. Juni 1950 Landtagsabgeordnete in Nordrhein-Westfalen. In den Jahren 1947 und 1948 gehörte sie als stellvertretendes Mitglied dem Zonenbeirat für die britische Besatzungszone an. Sie gehörte dem Deutschen Bundestag seit dessen erster Wahl 1949 bis 1969 an. Bei den ersten vier Bundestagswahlen zog sie über die Landesliste der SPD in Nordrhein-Westfalen ins Parlament ein, und 1965 gewann sie das Direktmandat im Wahlkreis Oberhausen. Im Bundestag war sie von 1949 bis zum 3. Juni 1959 Vorsitzende des Petitionsausschusses. Wegen ihres großen Einsatzes in dieser Position wurde sie auch „Mutter der Bedrängten“ genannt. Sie arbeitete unter anderem im Wahlrechtsausschuss und im Ausschuss für Kommunalpolitik und Sozialhilfe.

## Ehrungen
Die Verleihung des Bundesverdienstkreuzes nahm sie zweimal nicht an, da ihr Ehrungen für ihre persönlichen Leistungen unangenehm waren. Die Marie-Juchacz-Plakette der Arbeiterwohlfahrt wurde ihr 1969 verliehen. 1977 stiftete die AWO Oberhausen eine Plakette mit den Konterfeis von Luise-Albertz und ihrem Vaters, die an engagierte Bürger Oberhausens verliehen wird.
Nach ihr benannte Straßen, Plätze und Gebäude sind:
- der Luise-Albertz-Platz in Oberhausen-Neue Mitte
- die Luise-Albertz-Weg in Lübeck
- die Luise-Albertz-Straße in Meckenheim
- die Luise-Albertz-Halle, eine der zentralen Hallen des Kongresszentrums in Oberhausen, die ehemalige Stadthalle
- die Hermann- und Luise-Albertz Seniorenwohnanlage der Arbeiterwohlfahrt in Oberhausen, nach ihr und ihrem Vater Hermann
- die Luise Albertz Kindertagesstätte der Arbeiterwohlfahrt in Morsbach